# Serie animate televisive degli anni 1990
Questa è la lista delle serie animate televisive trasmesse sulle reti televisive di tutto il mondo dal 1990 al 1999. Questa lista include anche le serie di cortometraggi come The Bugs Bunny Show.

## Anni 1990

### 1990
| Titolo                                      | Episodi | Paese d'origine                            | Anno                  | Note              |
| ------------------------------------------- | ------- | ------------------------------------------ | --------------------- | ----------------- |
| Bonjour Marianne                            | 26      | Francia (bandiera)                         | 1990                  |                   |
| L'albero della vita                         | 22      | Francia (bandiera)                         | 1990                  |                   |
| C'era una volta - Sekai Douwa Anime Zenshuu | 10      | Giappone (bandiera)                        | 1996                  |                   |
| Chibi Maruko-chan                           | 142     | Giappone (bandiera)                        | 1990-1992             | Inedito in Italia |
| 808 chō hyōri - Kewaishi                    | 16      | Giappone (bandiera)                        | 1990-1991             | Inedito in Italia |
| Diventeremo famose                          | 43      | Giappone (bandiera)                        | 1990-1991             |                   |
| Dolceluna                                   | 47      | Giappone (bandiera)                        | 1990-1991             |                   |
| Magical Talroot-kun                         | 87      | Giappone (bandiera)                        | 1990-1992             | Inedito in Italia |
| Papà Gambalunga                             | 40      | Giappone (bandiera)                        | 1990                  |                   |
| Il mistero della pietra azzurra             | 39      | Giappone (bandiera)                        | 1990–1991             |                   |
| NG Knight Lamune & 40                       | 38      | Giappone (bandiera)                        | 1990-1991             | Inedito in Italia |
| Robin Hood                                  | 52      | Giappone (bandiera)                        | 1990-1991             |                   |
| Samurai per una pizza                       | 52      | Giappone (bandiera)                        | 1990–1991             |                   |
| Chiudi gli occhi e sogna                    | 13      | Canada (bandiera)                          | 1990                  |                   |
| La pietra dei sogni                         | 52      | Regno Unito (bandiera)                     | 1990–1995             |                   |
| Molla l'osso Briscola                       | 13      | Regno Unito (bandiera)                     | 1990                  |                   |
| Don Coyote e Sancho Panda                   | 26      | Stati Uniti (bandiera)                     | 1990–1991             |                   |
| Le avventure di Super Mario                 | 26      | Stati Uniti (bandiera)                     | 1990                  |                   |
| Capitan Planet e i Planeteers               | 65      | Stati Uniti (bandiera)                     | 1990–1992             |                   |
| Fender Bender 500                           | 50      | Stati Uniti (bandiera) · Canada (bandiera) | 1990–1991             |                   |
| Mostri o non mostri... tutti a scuola       | 13      | Stati Uniti (bandiera)                     | 1990–1991             |                   |
| He-Man                                      | 65      | Stati Uniti (bandiera)                     | 1990–1991             |                   |
| Nel covo dei pirati con Peter Pan           | 65      | Stati Uniti (bandiera)                     | 1990–1991             |                   |
| Wake, Rattle, & Roll                        | 50      | Stati Uniti (bandiera)                     | 1990–1991             |                   |
| TaleSpin                                    | 65      | Stati Uniti (bandiera)                     | 1990–1991             |                   |
| Tom & Jerry Kids                            | 65      | Stati Uniti (bandiera)                     | 1990–1994             |                   |
| Widget, un alieno per amico                 | 65      | Stati Uniti (bandiera)                     | 1990–1992             |                   |
| I favolosi Tiny                             | 100     | Stati Uniti (bandiera)                     | 1990–1992, 1994, 1995 |                   |

|The Ren & Stimpy Show
|52
|
|1991-1996
|

### 1991
| Titolo                                   | Episodi | Paese d'origine                            | Anno      | Note              |
| ---------------------------------------- | ------- | ------------------------------------------ | --------- | ----------------- |
| Le avventure di Tintin                   | 39      | Canada (bandiera) · Francia (bandiera)     | 1991–1992 |                   |
| Il giovane Robin Hood                    | 26      | Canada (bandiera) · Stati Uniti (bandiera) | 1991–1992 |                   |
| Alla scoperta delle Americhe             | 26      | Francia (bandiera)                         | 1991      |                   |
| Gemelli nel segno del destino            | 52      | Francia (bandiera)                         | 1991      |                   |
| City Hunter '91                          | 13      | Giappone (bandiera)                        | 1991      |                   |
| Dai - La grande avventura                | 46      | Giappone (bandiera)                        | 1991–1992 |                   |
| Future GPX Cyber Formula                 | 37      | Giappone (bandiera)                        | 1991      |                   |
| Getter Robot Go                          | 50      | Giappone (bandiera)                        | 1991–1992 | Inedito in Italia |
| Jarinko Chie 2                           | 39      | Giappone (bandiera)                        | 1991–1992 | Inedito in Italia |
| Kinnikuman 2                             | 46      | Giappone (bandiera)                        | 1991–1992 | Inedito in Italia |
| La clinica dell'amore                    | 6       | Giappone (bandiera)                        | 1991      |                   |
| Occhio ai fantasmi                       | 50      | Giappone (bandiera)                        | 1991–1992 |                   |
| Tanto tempo fa... Gigì                   | 65      | Giappone (bandiera)                        | 1991–1992 |                   |
| Mobile Suit Gundam 0083: Stardust Memory | 13      | Giappone (bandiera)                        | 1991      |                   |
| Caro fratello                            | 45      | Giappone (bandiera)                        | 1991–1992 |                   |
| Cantiamo insieme                         | 40      | Giappone (bandiera)                        | 1991      |                   |
| Zettai muteki Raijin-Oh                  | 51      | Giappone (bandiera)                        | 1991–1992 | Inedito in Italia |
| Reporter Blues                           | 52      | Giappone (bandiera)                        | 1991      |                   |
| Una sirenetta innamorata                 | 26      | Giappone (bandiera)                        | 1991      |                   |
| A tutto goal                             | 49      | Giappone (bandiera)                        | 1991      |                   |
| Una scuola per cambiare                  | 26      | Giappone (bandiera)                        | 1991      |                   |
| 21 emon                                  | 39      | Giappone (bandiera)                        | 1991-1992 | Inedito in Italia |
| Æon Flux                                 | 16      | Stati Uniti (bandiera)                     | 1991–1995 |                   |
| Ritorno al futuro                        | 26      | Stati Uniti (bandiera)                     | 1991–1993 |                   |
| Universi paralleli per Bucky O'Hare      | 13      | Stati Uniti (bandiera)                     | 1991–1992 |                   |
| Darkwing Duck                            | 91      | Stati Uniti (bandiera)                     | 1991–1992 |                   |
| Doug                                     | 117     | Stati Uniti (bandiera)                     | 1991–1999 |                   |
| James Bond Junior                        | 65      | Stati Uniti (bandiera)                     | 1991      |                   |
| Principe Valiant                         | 65      | Stati Uniti (bandiera)                     | 1991–1994 |                   |
| Junior pianta mordicchiosa               | 13      | Stati Uniti (bandiera)                     | 1991      |                   |
| Grimmy                                   | 34      | Stati Uniti (bandiera)                     | 1991–1992 |                   |
| The Ren & Stimpy Show                    | 52      | Stati Uniti (bandiera)                     | 1991–1996 |                   |
| I Rugrats                                | 172     | Stati Uniti (bandiera)                     | 1991–2004 |                   |
| Super Mario World                        | 13      | Stati Uniti (bandiera)                     | 1991      |                   |
| Tazmania                                 | 65      | Stati Uniti (bandiera)                     | 1991–1995 |                   |
| Toxic Crusaders                          | 13      | Stati Uniti (bandiera)                     | 1991–1993 | Inedito in Italia |
| Where's Wally?                           | 13      | Stati Uniti (bandiera)                     | 1991      |                   |
| Yo Yoghi!                                | 19      | Stati Uniti (bandiera)                     | 1991–1992 |                   |

### 1992
| Titolo                                            | Episodi | Paese d'origine                              | Anno          | Note              |
| ------------------------------------------------- | ------- | -------------------------------------------- | ------------- | ----------------- |
| Banane in pigiama                                 | 356     | Australia (bandiera)                         | 1992–2001     |                   |
| Capitan Zeta                                      | 26      | Regno Unito (bandiera)                       | 1992          |                   |
| Fl-eek Stravaganza                                | 63      | Canada (bandiera) · Stati Uniti (bandiera)   | 1992–1997     |                   |
| 80 sogni per viaggiare                            | 26      | Francia (bandiera)                           | 1992          |                   |
| All'arrembaggio Sandokan                          | 26      | Spagna (bandiera)                            | 1992          |                   |
| In principio: Storie dalla Bibbia                 | 26      | Giappone (bandiera)                          | 1992          |                   |
| Cooking Papa                                      | 151     | Giappone (bandiera)                          | 1992–1995     | Inedito in Italia |
| Shin Chan                                         | 804+    | Giappone (bandiera)                          | 1992–presente |                   |
| Mary Bell                                         | 50      | Giappone (bandiera)                          | 1992–1993     |                   |
| Genki bakuhatsu Ganbaruger                        | 47      | Giappone (bandiera)                          | 1992–1993     | Inedito in Italia |
| Il gatto con gli stivali                          | 26      | Giappone (bandiera)                          | 1992          |                   |
| Un fiocco per sognare, un fiocco per cambiare     | 61      | Giappone (bandiera)                          | 1992–1993     |                   |
| Fiocchi di cotone per Jeanie                      | 52      | Giappone (bandiera)                          | 1992–1993     |                   |
| Mama wa shōgaku 4 nensei                          | 51      | Giappone (bandiera)                          | 1992          | Inedito in Italia |
| Nello e Patrasche                                 | 24      | Giappone (bandiera)                          | 1992–1993     |                   |
| Sailor Moon                                       | 46      | Giappone (bandiera)                          | 1992–1993     |                   |
| Teknoman                                          | 49      | Giappone (bandiera)                          | 1992–1993     |                   |
| Le voci della savana                              | 40      | Giappone (bandiera)                          | 1992          |                   |
| Alla ricerca del cristallo arcobaleno             | 26      | Giappone (bandiera)                          | 1992–1993     |                   |
| Pollicina                                         | 26      | Giappone (bandiera)                          | 1992–1993     |                   |
| Yu Yu                                             | 112     | Giappone (bandiera)                          | 1992–1995     |                   |
| T-Rex                                             | 52      | Stati Uniti (bandiera) · Giappone (bandiera) | 1992–1993     |                   |
| La famiglia Addams                                | 38      | Stati Uniti (bandiera)                       | 1992–1993     |                   |
| Batman                                            | 85      | Stati Uniti (bandiera)                       | 1992–1995     |                   |
| Conan                                             | 64      | Stati Uniti (bandiera)                       | 1992–1994     |                   |
| Le avventure di Fievel                            | 13      | Stati Uniti (bandiera)                       | 1992–1993     |                   |
| Ecco Pippo!                                       | 79      | Stati Uniti (bandiera)                       | 1992–1993     |                   |
| Re Artù e i cavalieri della tavola rotonda        | 26      | Stati Uniti (bandiera)                       | 1992–1993     |                   |
| La sirenetta - Le nuove avventure marine di Ariel | 31      | Stati Uniti (bandiera)                       | 1992–1994     |                   |
| The Plucky Duck Show                              | 13      | Stati Uniti (bandiera)                       | 1992          |                   |
| Raw Toonage                                       | 12      | Stati Uniti (bandiera)                       | 1992          |                   |
| Il pericolo è il mio mestiere                     | 40      | Stati Uniti (bandiera)                       | 1992–1993     |                   |
| Insuperabili X-Men                                | 76      | Stati Uniti (bandiera)                       | 1992–1997     |                   |
| I Cowbuoi dell'Altopiano                          | 26      | Stati Uniti (bandiera)                       | 1992–1993     |                   |
| Vola mio mini pony                                | 26      | Stati Uniti (bandiera)                       | 1992          |                   |

### 1993
| Titolo                                | Episodi | Paese d'origine                             | Anno              | Note              |
| ------------------------------------- | ------- | ------------------------------------------- | ----------------- | ----------------- |
| Blinky Bill                           | 78      | Australia (bandiera)                        | 1993, 1995 e 2004 |                   |
| Il fantastico mondo di Richard Scarry | 65      | Canada (bandiera) · Stati Uniti (bandiera)  | 1993–1997         |                   |
| Qua la zampa, Doggie                  | 10      | Canada (bandiera) · Stati Uniti (bandiera)  | 1993              |                   |
| Tontosauri                            | 36      | Canada (bandiera) · Stati Uniti (bandiera)  | 1993–1997         |                   |
| Papà castoro                          | 156     | Canada (bandiera) · Francia (bandiera)      | 1993-1994         |                   |
| Chi viene in viaggio con me?          | 30      | Spagna (bandiera) · Giappone (bandiera)     | 1993-1994         |                   |
| Albert il quinto moschettiere         | 26      | Francia (bandiera)                          | 1993              |                   |
| Orson & Olivia                        | 26      | Francia (bandiera)                          | 1993              |                   |
| Alé alé alé o-o                       | 58      | Giappone (bandiera)                         | 1993–1994         |                   |
| Black Jack                            | 9       | Giappone (bandiera)                         | 1993–1994         | OAV               |
| Una miss scacciafantasmi              | 45      | Giappone (bandiera)                         | 1993–1994         |                   |
| Hello Kitty's Paradise                | 16      | Giappone (bandiera)                         | 1993–1994         |                   |
| Una classe di monelli per Jo          | 40      | Giappone (bandiera)                         | 1993              |                   |
| È un po' magia per Terry e Maggie     | 51      | Giappone (bandiera)                         | 1993              |                   |
| Mobile Suit Victory Gundam            | 51      | Giappone (bandiera)                         | 1993–1994         | Inedito in Italia |
| Mukamuka Paradise                     | 51      | Giappone (bandiera)                         | 1993–1994         | Inedito in Italia |
| Nekketsu saikyō Go-Saurer             | 51      | Giappone (bandiera)                         | 1993–1994         | Inedito in Italia |
| Nintama Rantarō                       | 1800+   | Giappone (bandiera)                         | 1993-presente     | Inedito in Italia |
| Sailor Moon R                         | 43      | Giappone (bandiera)                         | 1993–1994         |                   |
| Suramu Danku                          | 101     | Giappone (bandiera)                         | 1993–1996         |                   |
| Teo and friends                       | 35      | Giappone (bandiera)                         | 1993–1994         |                   |
| L'irresponsabile capitano Tylor       | 26      | Giappone (bandiera)                         | 1993              |                   |
| Un'avventura fantastica               | 26      | Giappone (bandiera)                         | 1993              |                   |
| Yaiba                                 | 52      | Giappone (bandiera)                         | 1993–1994         | Inedito in Italia |
| Un uragano di goal                    | 16      | Regno Unito (bandiera)                      | 1993–1997         |                   |
| Le avventure del bosco piccolo        | 39      | Regno Unito (bandiera)                      | 1993–1995         |                   |
| L'isola del tesoro                    | 26      | Regno Unito (bandiera)                      | 1993–1995         |                   |
| Bots Master                           | 40      | Stati Uniti (bandiera) · Francia (bandiera) | 1993–1995         |                   |
| 2 cani stupidi                        | 26      | Stati Uniti (bandiera)                      | 1993–1995         |                   |
| Animaniacs                            | 99      | Stati Uniti (bandiera)                      | 1993–1998         |                   |
| Le avventure di Sonic                 | 65      | Stati Uniti (bandiera)                      | 1993–1994         |                   |
| Beavis and Butt-head                  | 200     | Stati Uniti (bandiera)                      | 1993–1997         |                   |
| Biker Mice da Marte                   | 65      | Stati Uniti (bandiera)                      | 1993–1996         |                   |
| Bonkers gatto combinaguai             | 65      | Stati Uniti (bandiera)                      | 1993–1994         |                   |
| Cadillacs e dinosauri                 | 13      | Stati Uniti (bandiera)                      | 1993–1994         |                   |
| Droopy: Master Detective              | 13      | Stati Uniti (bandiera)                      | 1993–1994         |                   |
| Due draghi per una cintura nera       | 26      | Stati Uniti (bandiera)                      | 1993–1994         |                   |
| Exosquad                              | 52      | Stati Uniti (bandiera)                      | 1993–1994         |                   |
| Marsupilami                           | 13      | Stati Uniti (bandiera)                      | 1993              |                   |
| Mighty Max                            | 27      | Stati Uniti (bandiera)                      | 1993–1994         |                   |
| Le nuove avventure di Capitan Planet  | 113     | Stati Uniti (bandiera)                      | 1993–1995         |                   |
| La Pantera Rosa                       | 60      | Stati Uniti (bandiera)                      | 1993–1995         |                   |
| Junior combinaguai                    | 26      | Stati Uniti (bandiera)                      | 1993–1994         |                   |
| La vita moderna di Rocko              | 52      | Stati Uniti (bandiera)                      | 1993–1996         |                   |
| Skeleton Warriors                     | 13      | Stati Uniti (bandiera)                      | 1993–1994         |                   |
| Sonic                                 | 26      | Stati Uniti (bandiera)                      | 1993–1994         |                   |
| Gatti volanti                         | 23      | Stati Uniti (bandiera)                      | 1993–1994         |                   |
| Brividi e polvere con Pelleossa       | 39      | Stati Uniti (bandiera)                      | 1993–1997         |                   |

### 1994
| Titolo                                      | Episodi | Paese d'origine                             | Anno           | Note              |
| ------------------------------------------- | ------- | ------------------------------------------- | -------------- | ----------------- |
| Highlander                                  | 40      | Canada (bandiera) · Francia (bandiera)      | 1994–1996      |                   |
| Bravo Moliere                               | 26      | Francia (bandiera)                          | 1994           |                   |
| Grandi uomini per grandi idee               | 26      | Francia (bandiera)                          | 1994           |                   |
| Robinson Bignè                              | 26      | Canada (bandiera) · Francia (bandiera)      | 1994           |                   |
| ReBoot                                      | 48      | Canada (bandiera)                           | 1994-2001      |                   |
| Le avventure di Noddy                       | 26      | Regno Unito (bandiera)                      | 1994           |                   |
| Akazukin Chacha                             | 74      | Giappone (bandiera)                         | 1994-1995      | Inedito in Italia |
| Blue Seed                                   | 26      | Giappone (bandiera)                         | 1994–1995      | Inedito in Italia |
| Che campioni Holly e Benji!!!               | 47      | Giappone (bandiera)                         | 1994           |                   |
| DNA²                                        | 12      | Giappone (bandiera)                         | 1994           |                   |
| La leggenda di Zorro                        | 52      | Giappone (bandiera)                         | 1994           |                   |
| Macross 7                                   | 49      | Giappone (bandiera)                         | 1994–1995      | Inedito in Italia |
| Una porta socchiusa ai confini del sole     | 49      | Giappone (bandiera)                         | 1994–1995      |                   |
| Guru Guru - Il girotondo della magia        | 45      | Giappone (bandiera)                         | 1994-1995      |                   |
| Piccoli problemi di cuore                   | 76      | Giappone (bandiera)                         | 1994-1995      |                   |
| Metal Fighter Miku                          | 13      | Giappone (bandiera)                         | 1994           | Inedito in Italia |
| Mobile Fighter G Gundam                     | 49      | Giappone (bandiera)                         | 1994–1995      | Inedito in Italia |
| Sailor Moon S                               | 38      | Giappone (bandiera)                         | 1994-1995      |                   |
| Super Pig                                   | 51      | Giappone (bandiera)                         | 1994-1995      |                   |
| La leggenda di Biancaneve                   | 52      | Giappone (bandiera)                         | 1994–1995      |                   |
| Un oceano di avventure                      | 39      | Giappone (bandiera)                         | 1994           |                   |
| Tottemo! Luckyman                           | 50      | Giappone (bandiera)                         | 1994-1995      | Inedito in Italia |
| I ragazzi del Mundial                       | 52      | Giappone (bandiera) · Italia (bandiera)     | 1994–1995      |                   |
| Caccia al tesoro con Montana                | 52      | Giappone (bandiera) · Italia (bandiera)     | 1994-1995      |                   |
| Pazze risate per mostri e vampiri           | 52      | Regno Unito (bandiera) · Francia (bandiera) | 1994–1997      |                   |
| Tre gemelle e una strega                    | 104     | Spagna (bandiera) · Stati Uniti (bandiera)  | 1994–1999-2003 |                   |
| Aaahh!!! Real Monsters                      | 52      | Stati Uniti (bandiera)                      | 1994–1997      | Inedito in Italia |
| Aladdin                                     | 86      | Stati Uniti (bandiera)                      | 1994–1995      |                   |
| Beethoven                                   | 24      | Stati Uniti (bandiera)                      | 1994-1995      |                   |
| La fabbrica dei mostri                      | 23      | Stati Uniti (bandiera)                      | 1994–1996      |                   |
| Duckman                                     | 70      | Stati Uniti (bandiera)                      | 1994–1997      |                   |
| I Fantastici Quattro                        | 26      | Stati Uniti (bandiera)                      | 1994–1996      |                   |
| Free Willy                                  | 11      | Stati Uniti (bandiera)                      | 1994           |                   |
| Gargoyles - Il risveglio degli eroi         | 78      | Stati Uniti (bandiera)                      | 1994–1997      |                   |
| The Head                                    | 14      | Stati Uniti (bandiera)                      | 1994–1996      |                   |
| Iron Man                                    | 26      | Stati Uniti (bandiera)                      | 1994–1996      |                   |
| La vita con Louie                           | 39      | Stati Uniti (bandiera)                      | 1994–1998      |                   |
| Allacciate le cinture! Viaggiando si impara | 52      | Stati Uniti (bandiera)                      | 1994–1997      |                   |
| Spider-Man: The Animated Series             | 65      | Stati Uniti (bandiera)                      | 1994–1998      |                   |
| Space Ghost Coast to Coast                  | 96      | Stati Uniti (bandiera)                      | 1994–2004      | Inedito in Italia |
| Street Sharks - Quattro pinne all'orizzonte | 40      | Stati Uniti (bandiera)                      | 1994–1995      |                   |
| The Tick                                    | 36      | Stati Uniti (bandiera)                      | 1994–1996      |                   |
| Dov'è finita Carmen Sandiego?               | 40      | Stati Uniti (bandiera)                      | 1994–1999      |                   |
| La sfera del tempio orientale               | 13      | Stati Uniti (bandiera)                      | 1994           |                   |

### 1995
| Titolo                                                  | Episodi | Paese d'origine                                              | Anno          | Note                        |
| ------------------------------------------------------- | ------- | ------------------------------------------------------------ | ------------- | --------------------------- |
| Bakuretsu Hunter                                        | 26      | Giappone (bandiera)                                          | 1995-1996     |                             |
| Bonobono                                                | 48      | Giappone (bandiera)                                          | 1995-1996     | Inedito in Italia           |
| Caribou Kitchen                                         | 52      | Regno Unito (bandiera)                                       | 1995-1996     |                             |
| Chibi Maruko-chan (1995-)                               | 800-    | Giappone (bandiera)                                          | 1995-presente | Inedito in Italia           |
| El Hazard: The Magnificent World                        | 26      | Giappone (bandiera)                                          | 1995-1996     | In Italia solo OAV          |
| Fushigi yûgi                                            | 52      | Giappone (bandiera)                                          | 1995-1996     | In Italia solo OAV          |
| H2                                                      | 39      | Giappone (bandiera)                                          | 1995-1996     | Inedito in Italia           |
| I segreti dell'isola misteriosa                         | 39      | Giappone (bandiera)                                          | 1995          |                             |
| Mama Loves the Poyopoyo-Saurus                          | 52      | Giappone (bandiera)                                          | 1995-1996     | Inedito in Italia           |
| Gundam Wing                                             | 49      | Giappone (bandiera)                                          | 1995          |                             |
| Curiosando nei cortili del cuore                        | 50      | Giappone (bandiera)                                          | 1995-1996     |                             |
| Neon Genesis Evangelion                                 | 26      | Giappone (bandiera)                                          | 1995–1996     |                             |
| Ninku                                                   | 55      | Giappone (bandiera)                                          | 1995-1996     | Inedito in Italia           |
| Ririka, SOS!                                            | 35      | Giappone (bandiera)                                          | 1995-1996     |                             |
| Spicchi di cielo tra baffi di fumo                      | 33      | Giappone (bandiera)                                          | 1995          |                             |
| Sailor Moon: Super S                                    | 39      | Giappone (bandiera)                                          | 1995-1996     |                             |
| Lisa e Seya un solo cuore per lo stesso segreto         | 43      | Giappone (bandiera)                                          | 1995-1996     |                             |
| Bakuretsu Hunter - I cacciastregoni                     | 26      | Giappone (bandiera)                                          | 1995-1996     | In Italia solo su VHS e OAV |
| Street Fighter II Victory                               | 29      | Giappone (bandiera)                                          | 1995          |                             |
| Tenchi muyō!                                            | 26      | Giappone (bandiera)                                          | 1994          | Inedito in Italia           |
| Un incantesimo dischiuso tra i petali del tempo di Rina | 26      | Giappone (bandiera)                                          | 1995          |                             |
| Virtua Fighter                                          | 35      | Giappone (bandiera)                                          | 1995          |                             |
| Weddin Peach - I tanti segreti di un cuore innamorato   | 51      | Giappone (bandiera)                                          | 1995-1996     |                             |
| Il brutto anatroccolo                                   | 65      | Spagna (bandiera)                                            | 1995          |                             |
| Mille note in allegria con la Mozart Band               | 30      | Spagna (bandiera)                                            | 1995          |                             |
| Giù la maschera, Duca Filippo                           | 26      | Regno Unito (bandiera)                                       | 1995–1996     |                             |
| Action Man                                              | 26      | Regno Unito (bandiera)                                       | 1995–1996     |                             |
| Lupi, streghe e giganti                                 | 52      | Regno Unito (bandiera)                                       | 1995–1999     |                             |
| Babbo X                                                 | 30      | Francia (bandiera)                                           | 1995          |                             |
| Chi la fa l'aspetti                                     | 26      | Francia (bandiera) · Stati Uniti (bandiera)                  | 1995          |                             |
| Il Piccol'orso                                          | 65      | Canada (bandiera)                                            | 1995-2002     |                             |
| La storia infinita                                      | 26      | Germania (bandiera) · Canada (bandiera) · Francia (bandiera) | 1995-1996     |                             |
| Babalous                                                | 65      | Canada (bandiera) · Francia (bandiera)                       | 1995-1999     |                             |
| 20.000 leghe nello spazio                               | 26      | Stati Uniti (bandiera) · Francia (bandiera)                  | 1995-1996     |                             |
| È piccolo, è bionico è sempre Gadget                    | 52      | Stati Uniti (bandiera) · Francia (bandiera)                  | 1995          |                             |
| Pasticcio                                               | 8       | Stati Uniti (bandiera)                                       | 1995-1996     |                             |
| Ace Ventura                                             | 39      | Stati Uniti (bandiera)                                       | 1995-2000     |                             |
| Darkstalkers                                            | 13      | Stati Uniti (bandiera)                                       | 1995          |                             |
| Dr. Katz, Professional Therapist                        | 81      | Stati Uniti (bandiera)                                       | 1995-2002     | Inedito in Italia           |
| Scemo & più scemo                                       | 13      | Stati Uniti (bandiera)                                       | 1995–1996     |                             |
| Freakazoid                                              | 24      | Stati Uniti (bandiera)                                       | 1995–1997     |                             |
| The Little Lulu Show                                    | 52      | Stati Uniti (bandiera)                                       | 1995-1999     |                             |
| Cucciolandia                                            | 40      | Stati Uniti (bandiera)                                       | 1995-1996     |                             |
| The Mask                                                | 55      | Stati Uniti (bandiera)                                       | 1995–1997     |                             |
| Mignolo e Prof.                                         | 65      | Stati Uniti (bandiera)                                       | 1995–1998     |                             |
| I misteri di Silvestro e Titti                          | 52      | Stati Uniti (bandiera)                                       | 1995–2000     |                             |
| Starla e le sette gemme del mistero                     | 26      | Stati Uniti (bandiera)                                       | 1995–1996     |                             |
| Savage Dragon                                           | 26      | Stati Uniti (bandiera)                                       | 1995–1996     |                             |
| Street Fighter                                          | 26      | Stati Uniti (bandiera)                                       | 1995–1997     |                             |
| Timon e Pumbaa                                          | 86      | Stati Uniti (bandiera)                                       | 1995–1999     |                             |
| Le avventure di Felix il gatto                          | 13      | Stati Uniti (bandiera)                                       | 1995          |                             |
| Ultraforce                                              | 13      | Stati Uniti (bandiera)                                       | 1995          |                             |
| What a Cartoon!                                         | 48      | Stati Uniti (bandiera)                                       | 1995–1997     |                             |

### 1996
| Titolo                                                    | Episodi | Paese d'origine                                                 | Anno                 | Note              |
| --------------------------------------------------------- | ------- | --------------------------------------------------------------- | -------------------- | ----------------- |
| Tiritere e Ghirigori per due topi in mezzo ai fiori       | 26      | Stati Uniti (bandiera) · Cina (bandiera)                        | 1996                 |                   |
| Kassai e Luk                                              | 26      | Canada (bandiera) · Francia (bandiera)                          | 1996                 |                   |
| Il mondo incantato dei Pocket Dragon                      | 104     | Canada (bandiera) · Francia (bandiera)                          | 1996-1997            |                   |
| Donkey Kong Country                                       | 40      | Canada (bandiera) · Francia (bandiera)                          | 1996-2000            |                   |
| Quasimodo                                                 | 26      | Canada (bandiera) · Francia (bandiera) · Stati Uniti (bandiera) | 1996                 |                   |
| Scodinzola la vita e abbaia l'avventura con Oliver        | 52      | Stati Uniti (bandiera) · Francia (bandiera)                     | 1996-1997            |                   |
| Arthur                                                    | 165     | Canada (bandiera) · Stati Uniti (bandiera)                      | 1996–presente        |                   |
| Rombi di tuono e cieli di fuoco per i Biocombat           | 52      | Canada (bandiera) · Stati Uniti (bandiera)                      | 1996–1999            |                   |
| Vicini terribili                                          | 43      | Canada (bandiera)                                               | 1996–2004            |                   |
| Billy the Cat                                             | 52      | Francia (bandiera)                                              | 1996-2001            |                   |
| Le magiche ballerine volanti                              | 26      | Francia (bandiera)                                              | 1996-1997            |                   |
| Sulle ali dei Dragon Flyz                                 | 26      | Francia (bandiera)                                              | 1996                 |                   |
| La famiglia dei perché                                    | 26      | Francia (bandiera)                                              | 1996                 |                   |
| Imbarchiamoci per un grande viaggio                       | 26      | Francia (bandiera)                                              | 1996                 |                   |
| After War Gundam X                                        | 39      | Giappone (bandiera)                                             | 1996                 | Inedito in Italia |
| A baby and I                                              | 35      | Giappone (bandiera)                                             | 1996-1997            |                   |
| Let's & Go - Sulle ali di un turbo                        | 51      | Giappone (bandiera)                                             | 1996                 |                   |
| Mille emozioni tra le pagine del destino per Marie Yvonne | 51      | Giappone (bandiera)                                             | 1996-1997            |                   |
| B't X Cavalieri alati                                     | 25      | Giappone (bandiera)                                             | 1996                 |                   |
| Detective Conan                                           | 602     | Giappone (bandiera)                                             | 1996–presente        |                   |
| Cenerentola                                               | 26      | Giappone (bandiera)                                             | 1996–1996            |                   |
| Dragon Ball GT                                            | 64      | Giappone (bandiera)                                             | 1996–1997            |                   |
| Meiken Lassie                                             | 26      | Giappone (bandiera)                                             | 1996                 | Inedito in Italia |
| Ge Ge Ge no Kitaro (1996)                                 | 114     | Giappone (bandiera)                                             | 1996-1998            |                   |
| Jigoku sensei Nūbē                                        | 49      | Giappone (bandiera)                                             | 1996-1997            | Inedito in Italia |
| Kochira Katsushika-ku Kameari kōen-mae hashutsujo         | 373     | Giappone (bandiera)                                             | 1996-2008            | Inedito in Italia |
| Rossana                                                   | 102     | Giappone (bandiera)                                             | 1996-1998            |                   |
| Mobile Battleship Nadesico                                | 26      | Giappone (bandiera)                                             | 1996–1997            |                   |
| Temi d'amore tra i banchi di scuola                       | 47      | Giappone (bandiera)                                             | 1996-1997            |                   |
| Remy la bambina senza famiglia                            | 26      | Giappone (bandiera)                                             | 1996-1997            |                   |
| Kenshin samurai vagabondo                                 | 95      | Giappone (bandiera)                                             | 1996–1998            |                   |
| Saber Marionette J                                        | 25      | Giappone (bandiera)                                             | 1996–1997            | Inedito in Italia |
| Sailor Moon Sailor Stars                                  | 34      | Giappone (bandiera)                                             | 1996-1997            |                   |
| Slayers Next                                              | 26      | Giappone (bandiera)                                             | 1996                 |                   |
| I cieli di Escaflowne                                     | 26      | Giappone (bandiera)                                             | 1996                 |                   |
| Those Who Hunt Elves                                      | 12      | Giappone (bandiera)                                             | 1996                 | Inedito in Italia |
| Il violinista di Hamelin                                  | 25      | Giappone (bandiera)                                             | 1996-1997            | Inedito in Italia |
| YAT Anshin! Uchū Ryokō                                    | 50      | Giappone (bandiera)                                             | 1996-1997            | Inedito in Italia |
| Sei in arresto!                                           | 51      | Giappone (bandiera)                                             | 1996-1997            |                   |
| Bosco di Rovo                                             | 8       | Regno Unito (bandiera)                                          | 1996                 |                   |
| Le avventure di Sooty                                     | 16      | Regno Unito (bandiera)                                          | 1996–1997            |                   |
| Si salvi chi può! Arriva Dennis                           | 26      | Regno Unito (bandiera)                                          | 1996–1998            |                   |
| Una giungla di stelle per capitan Simian                  | 26      | Stati Uniti (bandiera)                                          | 1996–1997            |                   |
| Il laboratorio di Dexter                                  | 78      | Stati Uniti (bandiera)                                          | 1996–1998; 2001–2003 |                   |
| I fantastici viaggi di Sinbad                             | 26      | Stati Uniti (bandiera)                                          | 1996–1998            |                   |
| Jumanji                                                   | 40      | Stati Uniti (bandiera)                                          | 1996–1999            |                   |
| Casper                                                    | 52      | Stati Uniti (bandiera)                                          | 1996–1998            |                   |
| Walter eroe a tempo perso                                 | 52      | Stati Uniti (bandiera)                                          | 1996–1997            |                   |
| Il topo e il mostro                                       | 13      | Stati Uniti (bandiera)                                          | 1996–1997            |                   |
| Cave Kids                                                 | 8       | Stati Uniti (bandiera)                                          | 1996                 | Inedito in Italia |
| Anche i cani vanno in paradiso                            | 40      | Stati Uniti (bandiera)                                          | 1996–1998            |                   |
| Hey, Arnold!                                              | 100     | Stati Uniti (bandiera)                                          | 1996–2004            |                   |
| L'incredibile Hulk                                        | 21      | Stati Uniti (bandiera)                                          | 1996–1997            |                   |
| Cuccioli della giungla                                    | 21      | Stati Uniti (bandiera)                                          | 1996–1998            |                   |
| Mighty Ducks                                              | 26      | Stati Uniti (bandiera)                                          | 1996–1997            |                   |
| Mortal Kombat: Defenders of the Realm                     | 13      | Stati Uniti (bandiera)                                          | 1996                 |                   |
| Quack Pack                                                | 39      | Stati Uniti (bandiera)                                          | 1996                 |                   |
| Le avventure di Jonny Quest                               | 52      | Stati Uniti (bandiera)                                          | 1996–1997            |                   |
| Road Rovers                                               | 13      | Stati Uniti (bandiera)                                          | 1996–1997            | Inedito in Italia |
| Richie Rich                                               | 13      | Stati Uniti (bandiera)                                          | 1996–1997            |                   |
| Superman                                                  | 54      | Stati Uniti (bandiera)                                          | 1996–2000            |                   |
| Wing Commander Academy                                    | 13      | Stati Uniti (bandiera)                                          | 1996                 | Inedito in Italia |
| Bruno the Kid                                             | 36      | Stati Uniti (bandiera)                                          | 1996–1997            |                   |

### 1997
| Titolo                                           | Episodi | Paese d'origine                                                 | Anno          | Note              |
| ------------------------------------------------ | ------- | --------------------------------------------------------------- | ------------- | ----------------- |
| Catastrofici castori                             | 39      | Canada (bandiera) · Stati Uniti (bandiera)                      | 1997–2001     |                   |
| Student Bodies                                   | 52      | Canada (bandiera) · Stati Uniti (bandiera)                      | 1997          |                   |
| Arriva Paddington                                | 63      | Canada (bandiera) · Francia (bandiera)                          | 1997–2001     |                   |
| Animal Crackers                                  | 52      | Canada (bandiera) · Francia (bandiera)                          | 1997–1999     |                   |
| Pippi Calzelunghe                                | 26      | Canada (bandiera) · Germania (bandiera)                         | 1997          |                   |
| Caillou                                          | 110     | Canada (bandiera)                                               | 1997–2013     |                   |
| Bear nella grande casa blu                       | 118     | Stati Uniti (bandiera)                                          | 1997–2008     |                   |
| Mucca e Pollo                                    | 52      | Stati Uniti (bandiera)                                          | 1997–1999     |                   |
| Io sono Donato Fidato                            | 79      | Stati Uniti (bandiera)                                          | 1997–2000     |                   |
| Johnny Bravo                                     | 65      | Stati Uniti (bandiera)                                          | 1997–2004     |                   |
| Men in Black                                     | 53      | Stati Uniti (bandiera)                                          | 1997–2001     |                   |
| Space Goofs - Vicini troppo vicini               | 104     | Canada (bandiera) · Francia (bandiera) · Stati Uniti (bandiera) | 1997–1999     |                   |
| Petzi                                            | 26      | Danimarca (bandiera)                                            | 1997–2000     | Inedito in Italia |
| Kipper, il più bel cucciolo del mondo            | 78      | Regno Unito (bandiera)                                          | 1997–2000     |                   |
| L'isola di Noè                                   | 39      | Regno Unito (bandiera)                                          | 1997–1999     |                   |
| Calamity Jane, leggenda del west                 | 13      | Francia (bandiera) · Stati Uniti (bandiera)                     | 1997-1998     |                   |
| Blake e Mortimer                                 | 26      | Francia (bandiera)                                              | 1997          |                   |
| Magician: la giustizia non è un trucco           | 39      | Francia (bandiera)                                              | 1997–1998     |                   |
| La principessa Sissi                             | 52      | Francia (bandiera)                                              | 1997–1998     |                   |
| Aika                                             | 7       | Giappone (bandiera)                                             | 1994          | OAV               |
| Battle athletes daiundōkai                       | 26      | Giappone (bandiera)                                             | 1997-1998     | Inedito in Italia |
| Berserk                                          | 25      | Giappone (bandiera)                                             | 1997-1998     |                   |
| Burn-Up Excess                                   | 13      | Giappone (bandiera)                                             | 1997–1998     |                   |
| Chūka ichiban!                                   | 52      | Giappone (bandiera)                                             | 1997-1998     | Inedito in Italia |
| CLAMP Detective                                  | 26      | Giappone (bandiera)                                             | 1997          |                   |
| Cutie Honey Flash                                | 39      | Giappone (bandiera)                                             | 1997-1998     | Inedito in Italia |
| What a mess Slump e Arale                        | 74      | Giappone (bandiera)                                             | 1997-1999     |                   |
| Eat-Man                                          | 12      | Giappone (bandiera)                                             | 1997          | Inedito in Italia |
| Rekka no honō                                    | 42      | Giappone (bandiera)                                             | 1997-1998     | Inedito in Italia |
| Kindaichi shōnen no jikenbo                      | 148     | Giappone (bandiera)                                             | 1997-2000     | Inedito in Italia |
| Ninpen Manmaru                                   | 30      | Giappone (bandiera)                                             | 1997-1998     | Inedito in Italia |
| Master Mosquiton '99                             | 26      | Giappone (bandiera)                                             | 1997-1998     | Inedito in Italia |
| Pokémon                                          | 800+    | Giappone (bandiera)                                             | 1997–2023     |                   |
| La rivoluzione di Utena                          | 39      | Giappone (bandiera)                                             | 1997          |                   |
| Slayers Try                                      | 26      | Giappone (bandiera)                                             | 1997          |                   |
| Speed Racer X                                    | 34      | Giappone (bandiera)                                             | 1997          | Inedito in Italia |
| Shin Tenchi muyō!                                | 26      | Giappone (bandiera)                                             | 1997          |                   |
| Yūsha Ō Gaogaigar                                | 49      | Giappone (bandiera)                                             | 1997-1998     | Inedito in Italia |
| Vampire Princess Miyu                            | 26      | Giappone (bandiera)                                             | 1997-1998     |                   |
| Luna, principessa argentata                      | 70      | Giappone (bandiera)                                             | 1997-1999     |                   |
| TV de hakken! Tamagotchi                         | 52      | Giappone (bandiera)                                             | 1997          | Inedito in Italia |
| La carica dei 101 - La serie                     | 65      | Stati Uniti (bandiera)                                          | 1997–1998     |                   |
| Daria                                            | 65      | Stati Uniti (bandiera)                                          | 1997–2002     |                   |
| Extreme Dinosaurs - Quattro dinosauri scatenati  | 52      | Stati Uniti (bandiera)                                          | 1997          |                   |
| Extreme Ghostbusters                             | 40      | Stati Uniti (bandiera)                                          | 1997          |                   |
| Franklin                                         | 156     | Stati Uniti (bandiera)                                          | 1997–2003     |                   |
| King of the Hill                                 | 255     | Stati Uniti (bandiera)                                          | 1997–2009     |                   |
| Mummies Alive! - Quattro mummie in metropolitana | 42      | Stati Uniti (bandiera)                                          | 1997          |                   |
| Evviva Zorro                                     | 13      | Stati Uniti (bandiera)                                          | 1997          |                   |
| Batman - Cavaliere della notte                   | 24      | Stati Uniti (bandiera)                                          | 1997–1999     |                   |
| Pepper Ann                                       | 65      | Stati Uniti (bandiera)                                          | 1997–2001     |                   |
| Ricreazione                                      | 65      | Stati Uniti (bandiera)                                          | 1997–2001     |                   |
| South Park                                       | 257     | Stati Uniti (bandiera)                                          | 1997–presente |                   |
| Spicy City                                       | 6       | Stati Uniti (bandiera)                                          | 1997          |                   |
| Tex Avery Show                                   | 65      | Stati Uniti (bandiera)                                          | 1997–1998     |                   |

### 1998
| Titolo                                        | Episodi | Paese d'origine                                                 | Anno                 | Note                     |
| --------------------------------------------- | ------- | --------------------------------------------------------------- | -------------------- | ------------------------ |
| Rolie Polie Olie                              | 71      | Canada (bandiera) · Stati Uniti (bandiera)                      | 1998–2006            |                          |
| Bad Dog - Un cane che più cane non c'è        | 52      | Canada (bandiera) · Stati Uniti (bandiera)                      | 1998–1999            |                          |
| Giochiamo all'avventura con l'alce Elliot     | 216     | Canada (bandiera) · Stati Uniti (bandiera)                      | 1998–1999            |                          |
| Scuola media Rinoceronte Volante              | 26      | Canada (bandiera) · Francia (bandiera)                          | 1998–2000            |                          |
| Emily & Alexander, che tipi questi topi       | 52      | Canada (bandiera) · Francia (bandiera) · Stati Uniti (bandiera) | 1998–1999            |                          |
| Spy Dogs                                      | 22      | Canada (bandiera) · Stati Uniti (bandiera)                      | 1998-1999            |                          |
| Archibald, il koala investigatore             | 52      | Australia (bandiera) · Francia (bandiera)                       | 1998–2000            | Pubblicato in home video |
| Barbarossa                                    | 26      | Italia (bandiera) · Francia (bandiera)                          | 1998                 |                          |
| Anatole                                       | 26      | Canada (bandiera)                                               | 1998–2000            |                          |
| Bob aggiustatutto                             | 118     | Regno Unito (bandiera)                                          | 1998                 |                          |
| Il cane Mendoza                               | 26      | Regno Unito (bandiera)                                          | 1998–2001            |                          |
| Piccole pesti                                 | 52      | Regno Unito (bandiera)                                          | 1998                 |                          |
| Oggy e i maledetti scarafaggi                 | 266     | Francia (bandiera)                                              | 1998–2013            |                          |
| Bannō bunka nekomusume                        | 12      | Giappone (bandiera)                                             | 1998                 | Inedito in Italia        |
| Blue submarine no. 6                          | 4       | Giappone (bandiera)                                             | 1998                 |                          |
| Brain Powerd                                  | 26      | Giappone (bandiera)                                             | 1998                 | Pubblicato su DVD        |
| Legend of Basara                              | 13      | Giappone (bandiera)                                             | 1998                 | Inedito in Italia        |
| Bomberman B-Daman Bakugaiden                  | 48      | Giappone (bandiera)                                             | 1998-1999            | Inedito in Italia        |
| Brain Powerd                                  | 26      | Giappone (bandiera)                                             | 1998                 | Pubblicato su DVD        |
| Bubblegum Crisis Tokyo 2040                   | 26      | Giappone (bandiera)                                             | 1998–1999            | Inedito in Italia        |
| Pesca la tua carta Sakura                     | 70      | Giappone (bandiera)                                             | 1998–2000            |                          |
| Cowboy Bebop                                  | 26      | Giappone (bandiera)                                             | 1998–1999            |                          |
| Cyber Team in Akihabara                       | 26      | Giappone (bandiera)                                             | 1998                 | Inedito in Italia        |
| Devil Lady                                    | 26      | Giappone (bandiera)                                             | 1998                 |                          |
| Dokkiri Doctor                                | 27      | Giappone (bandiera)                                             | 1998-1999            | Inedito in Italia        |
| Fancy Lala                                    | 26      | Giappone (bandiera)                                             | 1998                 |                          |
| Flint a spasso nel tempo                      | 39      | Giappone (bandiera)                                             | 1998–1999            |                          |
| Gasaraki                                      | 25      | Giappone (bandiera)                                             | 1998–1999            |                          |
| Generator Gawl                                | 12      | Giappone (bandiera)                                             | 1998                 | Pubblicato su DVD        |
| Stilly e lo specchio magico                   | 44      | Giappone (bandiera)                                             | 1998-1999            |                          |
| Yume de aetara                                | 16      | Giappone (bandiera)                                             | 1998                 | Inedito in Italia        |
| Initial D                                     | 63      | Giappone (bandiera)                                             | 1998-2006            |                          |
| Le situazioni di Lui & Lei                    | 26      | Giappone (bandiera)                                             | 1998-1999            |                          |
| Lost Universe                                 | 26      | Giappone (bandiera)                                             | 1998                 |                          |
| Android Announcer Maico 2010                  | 24      | Giappone (bandiera)                                             | 1998                 |                          |
| Master Keaton                                 | 39      | Giappone (bandiera)                                             | 1998-1999            | Inedito in Italia        |
| Nazca                                         | 12      | Giappone (bandiera)                                             | 1998                 |                          |
| Neoranga - L'arcana divinità del mare del sud | 48      | Giappone (bandiera)                                             | 1998                 |                          |
| Oh, mia dea!                                  | 48      | Giappone (bandiera)                                             | 1998-1999            |                          |
| Mack, ma che principe sei?                    | 1348-   | Giappone (bandiera)                                             | 1998-presente        |                          |
| Outlaw Star                                   | 26      | Giappone (bandiera)                                             | 1998                 | Inedito in Italia        |
| Princess Nine                                 | 26      | Giappone (bandiera)                                             | 1998                 | Inedito in Italia        |
| Record of Lodoss War: La saga dei cavalieri   | 27      | Giappone (bandiera)                                             | 1998                 |                          |
| Saber Marionette J to X                       | 26      | Giappone (bandiera)                                             | 1998–1999            | Inedito in Italia        |
| serial experiments lain                       | 13      | Giappone (bandiera)                                             | 1998                 |                          |
| Silent Möbius                                 | 26      | Giappone (bandiera)                                             | 1998                 | Inedito in Italia        |
| Lo stregone Orphen                            | 24      | Giappone (bandiera)                                             | 1998-1999            |                          |
| St. Luminous Mission High School              | 13      | Giappone (bandiera)                                             | 1998                 |                          |
| Steam Detectives                              | 26      | Giappone (bandiera)                                             | 1998-1999            | Inedito in Italia        |
| SuperDoll Rika-chan                           | 52      | Giappone (bandiera)                                             | 1998-1999            |                          |
| Trigun                                        | 26      | Giappone (bandiera)                                             | 1998                 |                          |
| Weiß kreuz                                    | 25      | Giappone (bandiera)                                             | 1998                 | Inedito in Italia        |
| Yoiko                                         | 20      | Giappone (bandiera)                                             | 1998-1999            | Inedito in Italia        |
| Yu-Gi-Oh!                                     | 27      | Giappone (bandiera)                                             | 1998                 | Inedito in Italia        |
| Beast Wars II                                 | 43      | Giappone (bandiera)                                             | 1998-1999            | Inedito in Italia        |
| Beast Wars Neo                                | 35      | Giappone (bandiera)                                             | 1998-1999            | Inedito in Italia        |
| CatDog                                        | 66      | Stati Uniti (bandiera)                                          | 1998–2002            |                          |
| Celebrity Deathmatch                          | 103     | Stati Uniti (bandiera)                                          | 1998–2002; 2006–2007 |                          |
| Hercules                                      | 65      | Stati Uniti (bandiera)                                          | 1998–1999            |                          |
| Invasion America                              | 13      | Stati Uniti (bandiera)                                          | 1998                 |                          |
| Pepi, Briciola e Jo-Jo                        | 66      | Stati Uniti (bandiera)                                          | 1998–2000            |                          |
| Le Superchicche                               | 80      | Stati Uniti (bandiera)                                          | 1998–2005            |                          |
| Mignolo, Elmyra e Prof.                       | 13      | Stati Uniti (bandiera)                                          | 1998–1999            |                          |
| RoboCop: Alpha Commando                       | 40      | Stati Uniti (bandiera)                                          | 1998–1999            |                          |
| Silver Surfer                                 | 13      | Stati Uniti (bandiera)                                          | 1998                 |                          |
| La famiglia della giungla                     | 91      | Stati Uniti (bandiera)                                          | 1998–2004            |                          |
| Benny & Ralph: due cuccioli per amici         | 26      | Stati Uniti (bandiera)                                          | 1998–1999            |                          |
| Mad Jack                                      | 13      | Stati Uniti (bandiera)                                          | 1998                 |                          |
| Quella strana fattoria                        | 26      | Stati Uniti (bandiera)                                          | 1998                 |                          |
| Toonsylvania                                  | 19      | Stati Uniti (bandiera)                                          | 1998                 |                          |
| Voltron                                       | 26      | Stati Uniti (bandiera)                                          | 1998-2000            |                          |

### 1999
| Titolo                                                 | Episodi         | Paese d'origine                                                     | Anno                 | Note                  |
| ------------------------------------------------------ | --------------- | ------------------------------------------------------------------- | -------------------- | --------------------- |
| Angela Anaconda                                        | 57              | Canada (bandiera) · Stati Uniti (bandiera)                          | 1999–2002            |                       |
| Beast Machines                                         | 26              | Canada (bandiera) · Stati Uniti (bandiera)                          | 1999–2000            | In Italia solo in DVD |
| Mega Babies                                            | 38              | Canada (bandiera) · Stati Uniti (bandiera)                          | 1999–2001            |                       |
| George e Martha                                        | 26              | Canada (bandiera) · Stati Uniti (bandiera)                          | 1999–2000            |                       |
| Cybersix                                               | 13              | Canada (bandiera) · Giappone (bandiera)                             | 1999–2000            | Inedito in Italia     |
| Draghi e draghetti                                     | 95              | Canada (bandiera) · Stati Uniti (bandiera)                          | 1999–2005            |                       |
| Ed, Edd & Eddy                                         | 70              | Canada (bandiera) · Stati Uniti (bandiera)                          | 1999–2009            |                       |
| Blaster's Universe                                     | 13              | Canada (bandiera) · Cina (bandiera)                                 | 1999                 |                       |
| Rescue Heroes - Squadra soccorso                       | 39              | Canada (bandiera) · Cina (bandiera)                                 | 1999–2002            |                       |
| Mumble Bumble                                          | 67              | Canada (bandiera) · Danimarca (bandiera)                            | 1999                 |                       |
| Anthony, formidabile formica                           | 13              | Canada (bandiera) · Regno Unito (bandiera) · Stati Uniti (bandiera) | 1999                 |                       |
| The Baskervilles                                       | 26              | Canada (bandiera) · Regno Unito (bandiera) · Francia (bandiera)     | 1999-2001            |                       |
| Sonic Underground                                      | 40              | Francia (bandiera) · Stati Uniti (bandiera)                         | 1999                 |                       |
| Diabolik                                               | 40              | Francia (bandiera) · Stati Uniti (bandiera) · Italia (bandiera)     | 1999                 |                       |
| Milly, vampiro per gioco                               | 65              | Canada (bandiera)                                                   | 1999–2003            |                       |
| Flipper & Lopaka                                       | 78              | Australia (bandiera)                                                | 1999–2005            |                       |
| Hopla                                                  | 13              | Belgio (bandiera)                                                   | 1999                 |                       |
| Che babysitter questa mummia                           | 26              | Francia (bandiera)                                                  | 1999                 |                       |
| Angry Kid                                              | 50              | Regno Unito (bandiera)                                              | 1999                 | Inedito in Italia     |
| I cavalieri giganti                                    | 13              | Regno Unito (bandiera)                                              | 1999                 |                       |
| A.D. Police: To Protect and Serve                      | 12              | Giappone (bandiera)                                                 | 1999                 | Inedito in Italia     |
| Barbapapà in giro per il mondo                         | 50              | Giappone (bandiera)                                                 | 1999                 |                       |
| Oruchuban ebichu                                       | 24              | Giappone (bandiera)                                                 | 1999                 | Inedito in Italia     |
| Angel Links                                            | 13              | Giappone (bandiera)                                                 | 1999                 | Inedito in Italia     |
| Blue Gender                                            | 26              | Giappone (bandiera)                                                 | 1999-2000            | Inedito in Italia     |
| Bomberman B-Daman Bakugaiden V                         | 50              | Giappone (bandiera)                                                 | 1999-2000            | Inedito in Italia     |
| Yui ragazza virtuale                                   | 52              | Giappone (bandiera)                                                 | 1999-2000            |                       |
| Seikai no monshō                                       | 13              | Giappone (bandiera)                                                 | 1999                 | Inedito in Italia     |
| Roba da gatti!                                         | 66              | Giappone (bandiera)                                                 | 1999-2001            |                       |
| Cybuster                                               | 26              | Giappone (bandiera)                                                 | 1999                 | Inedito in Italia     |
| Terrestrial Defense Corp. Dai-Guard                    | 26              | Giappone (bandiera)                                                 | 1999-2000            |                       |
| Di Gi Charat                                           | 16              | Giappone (bandiera)                                                 | 1999                 | Inedito in Italia     |
| Digimon Adventure                                      | 54              | Giappone (bandiera)                                                 | 1999–2000            |                       |
| Dual! Parallel Trouble Adventure                       | 13              | Giappone (bandiera)                                                 | 1999                 | Inedito in Italia     |
| Excel Saga - Animazione Sperimentale Insensata         | 26              | Giappone (bandiera)                                                 | 1999–2000            |                       |
| Great Teacher Onizuka                                  | 43              | Giappone (bandiera)                                                 | 1999-2000            |                       |
| Hoshin Engi                                            | 26              | Giappone (bandiera)                                                 | 1999                 | Inedito in Italia     |
| Hunter × Hunter                                        | 62              | Giappone (bandiera)                                                 | 1999–2001            |                       |
| BuBuChaCha                                             | 26              | Giappone (bandiera)                                                 | 1999                 |                       |
| Iketeru futari                                         | 16              | Giappone (bandiera)                                                 | 1999                 | Inedito in Italia     |
| Mugen no Ryvius                                        | 26              | Giappone (bandiera)                                                 | 1999-2000            | Inedito in Italia     |
| Jeanne, la ladra del vento divino                      | 44              | Giappone (bandiera)                                                 | 1999-2000            | Inedito in Italia     |
| Jim Bottone                                            | 52              | Stati Uniti (bandiera) · Germania (bandiera)                        | 1999-2000            |                       |
| Himiko-Den                                             | 12              | Giappone (bandiera)                                                 | 1999                 | Inedito in Italia     |
| Il club della magia!                                   | 13              | Giappone (bandiera)                                                 | 1999                 | Inedito in Italia     |
| Medarot                                                | 52              | Giappone (bandiera)                                                 | 1999-2000            |                       |
| Microman                                               | 52              | Giappone (bandiera)                                                 | 1999                 | Inedito in Italia     |
| Monster Rancher                                        | 48              | Giappone (bandiera)                                                 | 1999-2000            |                       |
| Adesso il mio posto è qui                              | 13              | Giappone (bandiera)                                                 | 1999-2000            | Inedito in Italia     |
| Magica DoReMi                                          | 214             | Giappone (bandiera)                                                 | 1999–2004            |                       |
| One Piece                                              | 1049+           | Giappone (bandiera)                                                 | 1999–oggi            |                       |
| Il negozio d'animali degli orrori                      | 4               | Giappone (bandiera)                                                 | 1999                 | Inedito in Italia     |
| Power Stone                                            | 26              | Giappone (bandiera)                                                 | 1999                 |                       |
| Alexander - Cronache di guerra di Alessandro il Grande | 13              | Giappone (bandiera)                                                 | 1999                 |                       |
| Strofe d'amore                                         | 44              | Giappone (bandiera)                                                 | 1999-2000            | Inedito in Italia     |
| Shin Hakkenden                                         | 26              | Giappone (bandiera)                                                 | 1999                 |                       |
| Soreyuke! Uchū senkan Yamamoto Yōko                    | 26              | Giappone (bandiera)                                                 | 1999                 | Inedito in Italia     |
| Kōtetsu tenshi Kurumi                                  | 24              | Giappone (bandiera)                                                 | 1999-2000            |                       |
| The Big O                                              | 13              | Giappone (bandiera)                                                 | 1999-2000            | Inedito in Italia     |
| To Heart                                               | 13              | Giappone (bandiera)                                                 | 1999                 | Inedito in Italia     |
| Trouble Chocolate                                      | 20              | Giappone (bandiera)                                                 | 1999-2000            | Inedito in Italia     |
| Turn A Gundam                                          | 50              | Giappone (bandiera)                                                 | 1999-2000            | Inedito in Italia     |
| Wild Arms: Twilight Venom                              | 22              | Giappone (bandiera)                                                 | 1999-2000            | Inedito in Italia     |
| Zoids                                                  | 67              | Giappone (bandiera)                                                 | 1999-2000            |                       |
| Fantaghirò                                             | 26              | Spagna (bandiera)                                                   | 1999–2000            |                       |
| Toc e Vicky                                            | 52              | Spagna (bandiera)                                                   | 1999–2001            |                       |
| Galline alla riscossa                                  | 26              | Regno Unito (bandiera)                                              | 1999–2000            |                       |
| Carnaby Street                                         | 25              | Stati Uniti (bandiera)                                              | 1999                 |                       |
| Gli strani misteri di Archie                           | 40              | Stati Uniti (bandiera)                                              | 1999–2000            |                       |
| I Vendicatori                                          | 13              | Stati Uniti (bandiera)                                              | 1999–2000            |                       |
| Batman of the Future                                   | 52              | Stati Uniti (bandiera)                                              | 1999–2001            |                       |
| Leone il cane fifone                                   | 52              | Stati Uniti (bandiera)                                              | 1999–2002            |                       |
| I Griffin                                              | 200+            | Stati Uniti (bandiera)                                              | 1999–2002; 2005–2024 |                       |
| Futurama                                               | 140             | Stati Uniti (bandiera)                                              | 1999–2003; 2008–2014 |                       |
| Mickey Mouse Works                                     | 27              | Stati Uniti (bandiera)                                              | 1999–2001            |                       |
| Mike, Lu & Og                                          | 26              | Stati Uniti (bandiera)                                              | 1999–2000            |                       |
| Nascar Racers                                          | 26              | Stati Uniti (bandiera)                                              | 1999–2001            |                       |
| Picchiarello                                           | 53              | Stati Uniti (bandiera)                                              | 1999–2002            |                       |
| Rocket Power - E la sfida continua...                  | 61              | Stati Uniti (bandiera)                                              | 1999—2004            |                       |
| Roswell Conspiracies                                   | 40              | Stati Uniti (bandiera)                                              | 1999–2000            |                       |
| Roughnecks: Starship Troopers Chronicles               | 36              | Stati Uniti (bandiera)                                              | 1999                 | Inedito in Italia     |
| Sabrina                                                | 65              | Stati Uniti (bandiera)                                              | 1999–2000            |                       |
| Sherlock Holmes - Indagini dal futuro                  | 26              | Stati Uniti (bandiera)                                              | 1999–2001            |                       |
| Spider-Man Unlimited                                   | 13              | Stati Uniti (bandiera)                                              | 1999                 |                       |
| SpongeBob                                              | 610+ (segmenti) | Stati Uniti (bandiera)                                              | 1999–presente        |                       |
| Downtown                                               | 13              | Stati Uniti (bandiera)                                              | 1999                 |                       |